# Avaldsnes IL
Az Avaldsnes Idrettslag egy norvég labdarúgóklub, melynek női szakosztályát 1989-ben hozták létre. A klub székhelye Avaldsnesben található, hazai mérkőzéseiket az Avaldsnes Idrettssenterben játsszák. A norvég első osztályú bajnokságban szerepel.

## Játékoskeret
2021. február 21-től
| #  |     | Poszt | Név                   |
| -- | --- | ----- | --------------------- |
| 12 | NZL | K     | Victoria Esson        |
| 21 | NOR | K     | Synne Danielsen       |
| 3  | NOR | V     | Oda Arnesen           |
| 4  | NOR | V     | Nathalie Utvik        |
| 5  | USA | V     | Robyn Decker          |
| 17 | NOR | V     | Hanna Dahl            |
| 19 | NOR | V     | Selma Løvås           |
| 24 | ITA | V     | Federica Di Criscio   |
| 26 | NOR | V     | Trine Karin Øritzland |
| 27 | NOR | V     | Kaja Olsen            |
| 6  | NOR | KP    | Olaug Tvedten         |
| 8  | SRB | KP    | Sara Pavlović         |
| 10 | NOR | KP    | Andrea Norheim        |

| #  |     | Poszt | Név                       |
| -- | --- | ----- | ------------------------- |
| 14 | NOR | KP    | Marthe Enlid              |
| 15 | NOR | KP    | Irene Dirdal              |
| 18 | NOR | KP    | Kristina Svandal          |
| 22 | NOR | KP    | Anna Ferkingstad          |
| 23 | NOR | KP    | Anna Langåker Underhaug   |
| 25 | NOR | KP    | Malin Henriquez Rasmussen |
| 28 | NOR | KP    | Sandra Østenstad          |
| 29 | NOR | KP    | Viktoria Sørensen         |
| 7  | NOR | CS    | Anna Langås Jøsendahl     |
| 11 | BRA | CS    | Giovanna Da Silva         |
| 13 | NOR | CS    | Jenny Røsholm Olsen       |
| 14 | NOR | CS    | Rebecka Holum             |
| 16 | NOR | CS    | Cille Nielsen             |

## Eredmények
- Norvég kupagyőztes (1): 2017

## A klub híres játékosai
| - Therese Åsland - Hege Hansen - Maren Mjelde - Cecilie Pedersen - Ingrid Ryland - Karina Sævik - Elise Thorsnes - Andrine Tomter - Katie Bethke - Adrianna Franch - Casey Short - Emily Gielnik - Chloe Logarzo - Aivi Luik - Andréia Rosa - Bruna Benites - Daiane Limeira - Debinha - Francielle - Giovanna Oliveira | - Letícia Santos - Luana - Rosana - Cso Szohjun - Maruschka Waldus - Diane Caldwell - Guðbjörg Gunnarsdóttir - Þórunn Helga Jónsdóttir - Hólmfríður Magnúsdóttir - Gaëlle Enganamouit - Yoreli Rincón - Rasheedat Ajibade - Maureen Mmadu - Lisa Dahlkvist - Freja Hellenberg - Lisa Klinga - Linnea Liljegärd - Carola Söberg - Rebekah Stott |